# Словашки карст
Словашки карст (на словашки: Slovenský Kras) е варовиково плато в южната част на Словакия и северната част на Унгария, където носи названието Агтелек, част от Западните Карпати. Има форма на леко изпъкнала на северозапад дъга, като се простира от североизток на югозапад на протежение около 70 km, между долините на реките Слана на запад и Бодва на изток (леви притоци на Шайо, десен приток на Тиса). Максимална височина връх Матесова скала (925 m), издигащ се в северната му част. Максимална височина на унгарска територия (604 m). На север чрез ниска седловина се свързва със Словашките Рудни планини. Изградено е основно от варовици. От левите притоци на река Слана е разделено на отделни платообразни масиви с характерни карстови форми на релефа – котловини, ували, воронки, подземни пропасти и пещери, по които текат подземни реки. В Словашкия карст е разположена една от най-големите карстови пещери в Европа – Барадла-Домица (на територията на Словакия и Унгария). 